# Epioblasma lewisii
Epioblasma lewisii fue una especie de molusco bivalvo  de la familia Unionidae.  

## Distribución geográfica
Fue  endémica de los  Estados Unidos.

## Hábitat
Su hábitat natural eran: los ríos.

## Estado de conservación
Fue extinto por la pérdida de su hábitat natural.